# Obywatele Rzeszy
Obywatele Rzeszy (niem. Reichsbürger, Reichsbürgerbewegung) – radykalny ruch w Niemczech, negujący prawne istnienie Republiki Federalnej Niemiec i uznający nieprzerwaną egzystencję przedwojennej Rzeszy Niemieckiej.
Członkowie ruchu w konsekwencji nie uznają też przepisów niemieckiego prawa, wyroków sądowych czy orzeczeń administracyjnych, co prowadzi do konfliktów z obowiązującym prawem.